# Comunidad Política Europea
La Comunidad Política Europea (CPE) es una plataforma y foro para debates políticos y estratégicos sobre el futuro de Europa. El grupo se reunió por primera vez en octubre de 2022 en Praga en una cumbre que contó con participantes de 47 países europeos —los Estados miembros de la Unión Europea y otros estados cercanos, incluido el Reino Unido.—, así como el presidente del Consejo Europeo y el presidente de la Comisión Europea.
El proyecto había sido propuesto por el presidente francés Emmanuel Macron con el objetivo de proporcionar una plataforma de coordinación de políticas para los países de todo el continente y fomentar el diálogo político y la cooperación para abordar cuestiones de interés común, a fin de fortalecer la seguridad, la estabilidad y la prosperidad del continente europeo.
En la segunda cumbre, celebrada el 1 de junio de 2023 en Bulboaca (Moldavia), se incorporaron Andorra, Mónaco y San Marino, elevando el número de países participantes a 47.

## Contexto
La presidencia francesa del Consejo de la Unión Europea (PFUE) en el primer semestre de 2022 estuvo enmarcada dentro del sistema de administración rotativa de dicha institución que agrupa a los ministros de los Estados miembros por sector y que representa, con el Parlamento Europeo, el poder legislativo de la Unión. Durante este período, el gobierno de Francia y su presidente Emmanuel Macron, se encargaron de encontrar compromisos entre “los Veintisiete” en temas específicos como la regulación de las plataformas digitales, además de eventos imprevistos como la invasión rusa de Ucrania. Así, trece años después de la última presidencia francesa del Consejo, el gobierno de dicho Estado presidió las reuniones del Consejo.
Durante este mandato se realizó la reunión informal del Consejo Europeo (institución distinta al Consejo de la Unión) el 10 y 11 de marzo de 2022, que tuvo lugar en el Palacio de Versalles y adoptó una declaración centrada en «la agresión de Rusia contra Ucrania» y describió «la manera en que la UE puede reforzar las capacidades de defensa, reducir la dependencia energética y desarrollar una base económica más sólida». Además, Francia también propuso la creación de la Comunidad Política Europea (CPE), una plataforma para debates políticos y estratégicos sobre el futuro de Europa, aunque el grupo se reunió por primera vez en octubre de 2022 en una cumbre que contó con participantes de 44 países europeos. Otro momento sobresaliente de la presidencia llegó el 9 de mayo (día de la Unión Europea) cuando se dieron a conocer las conclusiones de la conferencia sobre el futuro de Europa lanzada en mayo de 2021. Esta consulta pública, cuya idea fue formulada por Macron en marzo de 2019, permitió que los ciudadanos expresaran lo que esperan de la UE.

### Refundación de la Unión Europea
La refundación de la Unión Europea es el proyecto que busca la reforma institucional y constitucional para adaptar a dicha organización a los futuros cambios globales y avanzar en la integración europea. Fue iniciado en 2017 y ha sido impulsado principalmente por la Comisión Europea y el denominado eje franco-alemán. Aunque el término «refundación» ha sido utilizado especialmente por el presidente de Francia, Emmanuel Macron y su gobierno, diferentes actores políticos se han referido a la situación empleando términos variados para reflejar la voluntad de aumentar la capacidad geopolítica, la autonomía estratégica o la soberanía de la Unión. Por ejemplo, durante la presidencia francesa del Consejo de la UE en 2022, el propio Macron utilizó como eslogan las palabras «relanzamiento, poder, pertenencia».
En medio de la tensión diplomática entre Rusia y la UE y la intensificación de la rivalidad entre China y Estados Unidos, la UE comenzó a debatir la noción de autonomía estratégica, que exige a la organización defender su soberanía y promover sus intereses de manera independiente. Dicha autonomía suele vincularse a la defensa, pero podría ir más allá, teniendo en cuenta que a nivel internacional las capacidades económicas y tecnológicas han ganado relevancia. Sin embargo, varios líderes europeos aspiran a dotar a la UE de las capacidades militares que consideran necesarias para garantizar su defensa en pos de conseguir la autonomía estratégica.
Entre tanto, en Estados Unidos, los gobiernos de Donald Trump y Joe Biden asumieron una postura de relativa ruptura respecto a la UE, lo que ha generado una «pérdida de confianza» en la relación bilateral dentro de la clase política y la opinión pública en la UE. Paralelamente las nuevas relaciones eurobritánicas, tras la salida del Reino Unido de la UE en 2020, se han desarrollado en medio de un reforzamiento de la angloesfera que ha chocado con algunos intereses de la UE.
Sin embargo, han sido dos los principales catalizadores que desde 2020 impulsan una serie de cambios de considerable magnitud en el bloque comunitario: la crisis de la pandemia de COVID-19 y la situación de la Unión tras la invasión rusa de Ucrania. Entre otros aspectos, ambas crisis pusieron en evidencia la dependencia exterior de la Unión para abastecerse de productos y materias primas de carácter estratégico. Ello, unido al creciente proteccionismo de competidores clave como China y Estados Unidos —en particular las leyes de este último aprobadas en 2022—, potenció la adopción de medidas comunitarias que buscan la reindustralización interior de la UE.
No obstante, desde que asumió sus funciones en 2017, el presidente Macron ya había abanderado propuestas en respaldo de su consigna de «refundar Europa». Pese a ello, en los primeros años de su gobierno, Macron no había obtenido el respaldo del gobierno de la canciller alemana Angela Merkel a sus iniciativas más ambiciosas dentro de la UE. Pero la situación cambió el 18 de mayo de 2020, cuando —en el marco de la crisis de la pandemia— ambos gobernantes presentaron un plan para la UE armonizado con varias acciones institucionales iniciadas en marzo de ese año, que fueron seguidas por una ola de anuncios sin precedentes. Esta dinámica ha despertado expectativas sobre Olaf Scholz —quien reemplazó a Merkel como canciller en diciembre de 2021— y su política europea enfocada en la evolución hacia el establecimiento de un «Estado federal».

### Respuesta de la Unión Europea a la invasión rusa de Ucrania
La respuesta de la Unión Europea a la invasión rusa de Ucrania hace referencia a las diferentes medidas adoptadas e impuestas por la Comisión Europea, el Consejo y el Consejo Europeo (Estados miembros) para sancionar económicamente a Rusia, contrarrestar los efectos de la agresión rusa iniciada en febrero de 2022 y apoyar económica y militarmente a Ucrania. Desde el inicio de la intervención militar, la UE y varios de sus aliados como Estados Unidos, decidieron aumentar las sanciones contra el gobierno ruso iniciadas en 2014 a fin de «paralizar» la capacidad rusa para «financiar su maquinaria de guerra» y dificultar su manejo de activos para obtener liquidez. Adicionalmente, varios gobiernos nacionales de los Estados miembros decidieron enviar armamento y ayuda económica al gobierno ucraniano mediante fondos nacionales y el Fondo Europeo de Apoyo a la Paz, así como facilitar la entrada de refugiados ucranianos a la Unión.

## Historia
Durante la presidencia francesa del Consejo de la Unión Europea (2022), Macron presentó oficialmente el proyecto en la reunión del Consejo Europeo del 23 y 24 de junio.

### Cumbres
El 6 de octubre de 2022 se realizó la primera "cumbre UE+" de representantes de los Estados miembros de la Unión Europea y representantes de varias naciones limítrofes. Los invitados limítrofes con la UE fueron Albania, Armenia, Azerbaiyán, Bosnia y Herzegovina, Georgia, Islandia, Kosovo, Liechtenstein, Macedonia del Norte, Moldavia, Montenegro, Noruega, Reino Unido, Serbia, Suiza, Turquía y Ucrania.
La cumbre se llevó a cabo en Praga, la capital de la República Checa, el 6 de octubre de 2022. El evento fue cubierto en directo por Eurovisión.
En la segunda cumbre, celebrada el 1 de junio de 2023 en Bulboaca (Moldavia), se incorporaron Andorra, Mónaco y San Marino, elevando el número de países participantes a 47.
La tercera cumbre se celebró en Granada, España el 5 de octubre de 2023, en el contexto de la presidencia española del Consejo. Pedro Sánchez, presidente del Gobierno de España, fue el anfitrión de la cumbre.
El 18 de julio de 2024 se celebraría en el Reino Unido la cuarta cumbre.
La quinta cumbre se celebró el 7 de noviembre de 2024 en Budapest, Hungría, en el marco de la presidencia húngara del Consejo. Marcada por la entonces reciente victoria electoral de Donald Trump en los Estados Unidos, y por la sintonía que el primer ministro húngaro, el nacionalista y euroescéptico Viktor Orbán, tiene con Trump. Se trataron temas como el previsible aislacionismo de la próxima administración estadounidense, con las consecuencias derivadas de esta, como el cambio de la política exterior, comercial y militar. 
| # | Fecha                  | País anfitrión  | Ciudad anfitriona | Jefe de Gobierno anfitrión |
| - | ---------------------- | --------------- | ----------------- | -------------------------- |
| 1 | 6 de octubre de 2022   | República Checa | Praga             | Petr Fiala                 |
| 2 | 1 de junio de 2023     | Moldavia        | Bulboaca          | Maia Sandu                 |
| 3 | 5 de octubre de 2023   | España          | Granada           | Pedro Sánchez              |
| 4 | 18 de julio de 2024    | Reino Unido     | Oxford            | Keir Starmer               |
| 5 | 7 de noviembre de 2024 | Hungría         | Budapest          | Viktor Orbán               |

Las próximas cumbres están previstas para el 16 de mayo de 2025 en Tirana, Albania y el 2 de octubre de 2025 en Dinamarca.

## Miembros
- Alemania
- Albania
- Andorra
- Armenia
- Austria
- Azerbaiyán
- Bélgica
- Bosnia y Herzegovina
- Bulgaria
- Chipre
- Croacia
- Dinamarca
- Eslovaquia
- Eslovenia
- España
- Estonia
- Finlandia
- Francia
- Georgia
- Grecia
- Hungría
- Irlanda
- Islandia
- Italia
- Kosovo
- Letonia
- Liechtenstein
- Lituania
- Luxemburgo
- Macedonia del Norte
- Malta
- Moldavia
- Mónaco
- Montenegro
- Noruega
- Países Bajos
- Polonia
- Portugal
- Reino Unido
- República Checa
- Rumania
- San Marino
- Serbia
- Suecia
- Suiza
- Turquía
- Ucrania
- Unión Europea